# Micrutalis parva
Micrutalis parva är en insektsart som beskrevs av Goding. Micrutalis parva ingår i släktet Micrutalis och familjen hornstritar. Inga underarter finns listade i Catalogue of Life.